# Lista siturilor arheologice din județul Satu Mare - S
Lista siturilor arheologice din județul Satu Mare - S conține toate siturile arheologice din județul Satu Mare înscrise în Repertoriul Arheologic Național (RAN) și aflate în localități al căror nume începe cu litera S. RAN este administrat de Ministerul Culturii și Patrimoniului Național și cuprinde date științifice, cartografice, topografice, imagini și planuri, precum și orice alte informații privitoare la zonele cu potențial arheologic, studiate sau nu, încă existente sau dispărute.
Puteți căuta un sit din localitățile care încep cu litera S folosind formularul de mai jos sau puteți naviga prin toate siturile din județ la Lista siturilor arheologice din județul Satu Mare.
| Cod RAN                                   | Denumire | Localitate                      | Adresă                                | Datare                           | Descoperit | Coordonate                                    | Imagine           | Erori            |
| ----------------------------------------- | --- | ------------------------------- | ------------------------------------- | -------------------------------- | ---------- | --------------------------------------------- | ----------------- | ---------------- |
| 136492.02.02                              | Situl arheologic de la Satu Mare - Piața de Vechituri / ansamblu anonim (Categorie: locuire) (Tip: Necropolă)                                      | municipiul Satu Mare            | Str. Barițiu 2                        | sec. XVIII - XIX                 |            |                                               | Încărcați imagine | Raportați eroare |
| 136492.02.02                              | Situl arheologic de la Satu Mare - Piața de Vechituri / complex anonim (Categorie: locuire) (Tip: groapă)                                          | municipiul Satu Mare            | Str. Barițiu 2                        | sec. XII - XIII                  |            |                                               | Încărcați imagine | Raportați eroare |
| 136492.02.01                              | Situl arheologic de la Satu Mare - Piața de Vechituri / ansamblu anonim (Categorie: locuire) (Tip: Locuire)                                        | municipiul Satu Mare            | Str. Barițiu 2                        | sec. XII - XIII                  |            |                                               | Încărcați imagine | Raportați eroare |
| 138672.01.01                              | Situl arheologic de la Sanislău - "Drumul spre Horia" / ansamblu anonim (Categorie: locuire civilă) (Tip: Așezare)                                 | sat Sanislău, comuna Sanislău   | Drumul spre Horia                     |                                  |            |                                               | Încărcați imagine | Raportați eroare |
| 138672.01.02                              | Situl arheologic de la Sanislău - "Drumul spre Horia" / ansamblu anonim (Categorie: locuire civilă) (Tip: Așezare)                                 | sat Sanislău, comuna Sanislău   | Drumul spre Horia                     | Baden                            |            |                                               | Încărcați imagine | Raportați eroare |
| 138672.01.03                              | Situl arheologic de la Sanislău - "Drumul spre Horia" / ansamblu anonim (Categorie: locuire civilă) (Tip: Așezare)                                 | sat Sanislău, comuna Sanislău   | Drumul spre Horia                     |                                  |            |                                               | Încărcați imagine | Raportați eroare |
| 138789.01.01 (Cod LMI: SM-I-m-B-05195.02) | Situl arheologic de la Săcășeni- Cetate / ansamblu Cetatea prefeudală de la Săcășeni (Categorie: locuire civilă) (Tip: Cetate)                     | sat Săcășeni, comuna Săcășeni   | Cetate                                |                                  |            |                                               | Încărcați imagine | Raportați eroare |
| 138789.01.02 (Cod LMI: SM-I-m-B-05195.01) | Situl arheologic de la Săcășeni- Cetate / ansamblu anonim (Categorie: locuire civilă) (Tip: Cetate)                                                | sat Săcășeni, comuna Săcășeni   | Cetate                                |                                  |            |                                               | Încărcați imagine | Raportați eroare |
| 138994.02.01                              | Situl arheologic de la Supuru de Sus - "Togul lui Cosmi" / ansamblu anonim (Categorie: locuire civilă) (Tip: Așezare)                              | sat Supuru de Sus, comuna Supur | Togul lui Cosmi                       |                                  |            | 47°26′21″N 22°46′02″E / 47.43917°N 22.76722°E | Încărcați imagine | Raportați eroare |
| 138994.02.02                              | Situl arheologic de la Supuru de Sus - "Togul lui Cosmi" / ansamblu anonim (Categorie: locuire civilă) (Tip: Așezare)                              | sat Supuru de Sus, comuna Supur | Togul lui Cosmi                       | dacilor liberi sec. II - IV      |            | 47°26′21″N 22°46′02″E / 47.43917°N 22.76722°E | Încărcați imagine | Raportați eroare |
| 138994.02.03                              | Situl arheologic de la Supuru de Sus - "Togul lui Cosmi" / ansamblu anonim (Categorie: locuire civilă) (Tip: Locuire)                              | sat Supuru de Sus, comuna Supur | Togul lui Cosmi                       | Przeworsk                        |            | 47°26′21″N 22°46′02″E / 47.43917°N 22.76722°E | Încărcați imagine | Raportați eroare |
| 138994.01.01                              | Situl arheologic - "Dealul Șoarecelui" / ansamblu anonim (Categorie: fortificație) (Tip: Fortificație)                                             | sat Supuru de Sus, comuna Supur | Dealul Șoarecelui                     |                                  |            | 47°25′00″N 22°45′00″E / 47.41667°N 22.75°E    | Încărcați imagine | Raportați eroare |
| 138994.01.02                              | Situl arheologic - "Dealul Șoarecelui" / ansamblu anonim (Categorie: fortificație) (Tip: Locuință)                                                 | sat Supuru de Sus, comuna Supur | Dealul Șoarecelui                     | sec. XIV-XV                      |            | 47°25′00″N 22°45′00″E / 47.41667°N 22.75°E    | Încărcați imagine | Raportați eroare |
| 138994.01.03                              | Situl arheologic - "Dealul Șoarecelui" / ansamblu anonim (Categorie: fortificație) (Tip: Așezare)                                                  | sat Supuru de Sus, comuna Supur | Dealul Șoarecelui                     | sec. VI-VIII                     |            | 47°25′00″N 22°45′00″E / 47.41667°N 22.75°E    | Încărcați imagine | Raportați eroare |
| 138565.01                                 | Topor preistoric la Sărvăzel (Categorie: descoperire izolată) (Tip: obiect izolat)                                                                 | sat Sărvăzel, comuna Pir        |                                       |                                  |            |                                               | Încărcați imagine | Raportați eroare |
| 136697.01.01                              | Așezarea preistorică de la Sărăuad - "Cserepes" / ansamblu anonim (Categorie: locuire civilă) (Tip: Locuire)                                       | sat Sărăuad, oraș Tășnad        | Cserepes                              |                                  |            |                                               | Încărcați imagine | Raportați eroare |
| 138672.03.01                              | Așezarea neolitică de la Sanislău - "Grădinărie" / ansamblu anonim (Categorie: locuire civilă) (Tip: Așezare)                                      | sat Sanislău, comuna Sanislău   | Grădinărie                            | Suplacu de Barcău                |            |                                               | Încărcați imagine | Raportați eroare |
| 138672.02.01                              | Situl arheologic la Sanislău- Curtea Fostului CAP / ansamblu anonim (Categorie: locuire civilă) (Tip: Așezare)                                     | sat Sanislău, comuna Sanislău   | Curtea Fostului CAP                   | Tiszapolgár                      |            |                                               | Încărcați imagine | Raportați eroare |
| 138672.02.02                              | Situl arheologic la Sanislău- Curtea Fostului CAP / ansamblu anonim (Categorie: locuire civilă) (Tip: Așezare)                                     | sat Sanislău, comuna Sanislău   | Curtea Fostului CAP                   | Pișcolt                          |            |                                               | Încărcați imagine | Raportați eroare |
| 137176.01                                 | Nucleu neolitic de obsidian de la Ser (Categorie: descoperire izolată) (Tip: obiect izolat)                                                        | sat Ser, comuna Bogdand         |                                       |                                  |            |                                               | Încărcați imagine | Raportați eroare |
| 138930.01.01                              | Așezare neo-eneolitică la Supuru de Jos / ansamblu anonim (Categorie: locuire civilă) (Tip: Așezare)                                               | sat Supuru de Jos, comuna Supur |                                       |                                  |            |                                               | Încărcați imagine | Raportați eroare |
| 138930.02.01                              | Așezarea eneolitică de la Supuru de Jos- Dealul Sentiului / ansamblu anonim (Categorie: locuire civilă) (Tip: Așezare)                             | sat Supuru de Jos, comuna Supur | Dealul Sentiului                      | Tiszapolgár                      |            |                                               | Încărcați imagine | Raportați eroare |
| 136492.08.01 (Cod LMI: SM-II-m-A-05201)   | Palatul Episcopiei greco - catolice de la Satu Mare / ansamblu Palatul Episcopiei greco-catolice (Categorie: construcție) (Tip: Palat episcopal)   | municipiul Satu Mare            | str. 1 Decembrie 1918, 2              | 1805 - 1851, adăugiri 1859, 1892 |            |                                               | Încărcați imagine | Raportați eroare |
| 136492.03.01 (Cod LMI: SM-II-m-A-05244)   | Biserica "cu lanțuri" de la Satu Mare / ansamblu anonim (Categorie: construcție de cult) (Tip: biserică)                                           | municipiul Satu Mare            | Piața Păcii 8                         | sec.XVIII-XIX                    |            |                                               | Încărcați imagine | Raportați eroare |
| 136697.02.01 (Cod LMI: SM-II-m-B-05354)   | Biserica "Sf. Grigore Teologul" de la Sărăuad / ansamblu Biserica "Sf. Grigore Teologul" (Categorie: structură de cult/religioasă) (Tip: Biserică) | sat Sărăuad, oraș Tășnad        | str. Mare 480                         | 1777                             |            |                                               | Încărcați imagine | Raportați eroare |
| 136492.07.01                              | Biserica Calvaria de la Satu Mare / ansamblu anonim (Categorie: construcție de cult) (Tip: Fortificație)                                           | municipiul Satu Mare            | str. M. Eminescu nr. 3                | XVI-XVII                         |            |                                               | Încărcați imagine | Raportați eroare |
| 136492.07.02                              | Biserica Calvaria de la Satu Mare / ansamblu anonim (Categorie: construcție de cult) (Tip: biserică)                                               | municipiul Satu Mare            | str. M. Eminescu nr. 3                | sec. XIX-XX                      |            |                                               | Încărcați imagine | Raportați eroare |
| 136492.06.01                              | Situl arheologic de la Satu Mare- Teatrul de Vară / ansamblu anonim (Categorie: locuire) (Tip: Așezare)                                            | municipiul Satu Mare            | str. Gh. Lazăr, punct Teatrul de Vară |                                  |            |                                               | Încărcați imagine | Raportați eroare |
| 136492.06.02                              | Situl arheologic de la Satu Mare- Teatrul de Vară / ansamblu anonim (Categorie: locuire) (Tip: Așezare)                                            | municipiul Satu Mare            | str. Gh. Lazăr, punct Teatrul de Vară | sec.XIX-XX                       |            |                                               | Încărcați imagine | Raportați eroare |
| 138994.03.01                              | Val de apărare de la Supur- Bondaua / ansamblu anonim (Categorie: fortificație) (Tip: val de apărare)                                              | sat Supuru de Sus, comuna Supur | Bondaua                               | sec.I-III                        |            |                                               | Încărcați imagine | Raportați eroare |
| 137951.01.01                              | Fortificația de la Solduba-Cetatea Pintii / ansamblu anonim (Categorie: locuire) (Tip: fortificație)                                               | sat Solduba, comuna Homoroade   | Cetatea Pintii                        |                                  |            |                                               | Încărcați imagine | Raportați eroare |
| 136492.01.02 (Cod LMI: SM-I-s-B-05158)    | Cetatea medievală de la Satu Mare / ansamblu anonim (Categorie: locuire civilă) (Tip: Așezare)                                                     | municipiul Satu Mare            |                                       | Tiszapolgár                      |            |                                               | Încărcați imagine | Raportați eroare |
| 136492.01.01 (Cod LMI: SM-I-s-B-05158)    | Cetatea medievală de la Satu Mare / ansamblu Fragment de cetate medievală (Categorie: locuire civilă) (Tip: Cetate)                                | municipiul Satu Mare            |                                       | sec. XVI - XVII - XIX            |            |                                               | Încărcați imagine | Raportați eroare |